# Ramulininae
Ramulininae es una subfamilia de foraminíferos bentónicos de la familia Polymorphinidae, de la superfamilia Polymorphinoidea, del suborden Lagenina y del orden Lagenida. Su rango cronoestratigráfico abarca desde el Jurásico hasta la Actualidad.

## Discusión
Clasificaciones previas incluían Ramulininae en la superfamilia Nodosarioidea.

## Clasificación
Ramulininae incluye a los siguientes géneros:
- Discoramulina
- Ramulina
- Ramulinella †
- Sporadogenerina
- Washitella †